# الاستكشافات الأوروبية لشبه الجزيرة العربية
شبه الجزيرة العربية، والتي يقع معظمها الآن في المملكة العربية السعودية، كانت دائما نقطة جذب غامضة بالنسبة للمستكشفين الأوروبيين، والتي مازالت حتى الوقت الحاضر مكانا مجهولا، لا يمكن الوصول إلي جميع أجزائها بسهولة، وذلك إما بسبب الخطورة؛ فحتى يومنا هذا لايزال هناك بعض المناطق الخطرة، وإما بسبب المنع؛ أو التي يحظر دخولها لغير المسلمين؛ فكل من مكة المكرمة والمدينة المنورة محظور دخولهما لغير المسلمين، وقد كان الاستكشاف الأول في القرن 16 الميلادي، وذلك عندما أبحر البرتغاليون إلى سواحل شبه الجزيرة العربية.

## مستكشفون ألمان
- كارستن نيبور كان جزءا من حملة في عام 1762م، وتالتي التي استكشفت الجنوب الشرقي من شبه الجزيرة العربية.[2]

## مستكشفون بريطانيون
- ريتشارد فرانسيس برتون، الذي قام بالحج، بعد أن أخفى نفسه، وادعى أنه طبيب أفغاني. ألف كتابا؛ اسمه (بالإنجليزية: Pilgrimage to Al-Madinah and Meccah)؛ عن رحلاته في الحج، وزيارته لكل من المدينة المنورة ومكة المكرمة، وذلك في عام 1856م.
- ويليام بالغريف؛ كان أول أوروبي يعبر شبه الجزيرة العربية من الغرب إلى الشرق، في عام 1862م.[2]
- تشارلز داوتي؛ تنقل داخل شبه الجزيرة العربية 1876-1878م، وعاش مع القبائل البدوية tribes [3] في عام 1888م، وقد ألف كتابا؛ اسمه «التنقل في الصحراء العربية»؛ (بالإنجليزية: Travels in Arabia Deserta).
- الليدي آن بلنت
- الكابتن وليام شكسبير؛ قدم في سبع بعثات استكشافية إلى عمق شبه الجزيرة العربية، وكان أول أوروبي يُحدد ويرسم خريطة لصحراء النفود.
- غيرترود بيل
- توماس إدوارد لورنس
- جيرارد ليتشمان؛ كان أول أوروبي يتم استقباله من قبل ابن سعود في مدينته الرياض.
- روبرت ارنست شيزمان، وكان أول رجل يرسم خريطة للساحل الغربي للخليج العربي؛ من ميناء العقير إلى خليج سلوى.
- الرائد إيه إل هولت؛ قاد عددًا من البعثات الاستكشافية، مستخدما مركبات بمحركات، تنقل بواسطتها في صحاري الجزيرة العربية، وهي المرة الأولى التي يتم فيها القيام بمثل هذه الرحلات الطويلة، مع هذا العدد الكبير من المركبات.
- جون فيلبي؛ منحتة الجمعية الجغرافية الملكية ميدالية «المؤسسون» الذهبية، لرحلته في جميع أنحاء شبه الجزيرة العربية.
- برترام توماس؛ أصبح أول أوروبي يعبر الربع الخالي، في الفترة ما بين 1930 و 1931م. وفي عام 1932م وصف رحلته في كتاب: «العربية السعيدة»؛ (بالإنجليزية: Arabia Felix).
- جيرالد دي غاوري
- السير جورج وليام ريندل
- ويلفريد ثيسيجر

## وصلات خارجية
- خرائط شبه الجزيرة العربية
- الجزيرة العربية - قسم خاص بالمستكشفين الأوروبيين للمملكة